# Dipoena niteroi
Espèce
Dipoena niteroi est une espèce d'araignées aranéomorphes de la famille des Theridiidae.

## Distribution
Cette espèce est endémique du Brésil. Elle se rencontre dans les États du Rio Grande do Sul, de Santa Catarina, de São Paulo, de Rio de Janeiro, d'Espírito Santo, du Minas Gerais et de Bahia.

## Description
Le mâle holotype mesure 1,5 mm et la femelle décrite par Rodrigues en 2013 mesure 1,49 mm.

## Étymologie
Son nom d'espèce lui a été donné en référence au lieu de sa découverte, Niterói.

## Publication originale
- Levi, 1963 : American spiders of the genera Audifia, Euryopis and Dipoena (Araneae: Theridiidae). Bulletin of the Museum of Comparative Zoology, vol. 129, no 2, p. 121-185 (texte intégral).